# Chaos in Camp Cucamonga
Chaos in Camp Cucamonga ist eine US-amerikanische Filmkomödie aus dem Jahr 1990. Regie führte Roger Duchowny. Der Film wurde auch als Das total verrückte Ferienlager gezeigt.

## Handlung
Die Komödie zeigt ein Ferienlager von Jugendlichen, das von Marvin Schector geleitet wird, dem seine Tochter Ava dabei hilft. Lindsey Scott, derer Eltern in Trennung leben, wird von den anderen Kindern gemobbt. Dennis Brooks und sein Freund Frankie feiern gerne Partys.
Zu den Handlungssträngen gehört die Liebesbeziehung zweier erwachsener Betreuer. 
Sechs Kinder organisieren eine Party im Wald, finden den Rückweg nicht und gelten als verschollen. Das Lager wird gerade in dieser Zeit inspiziert. Schector verliert die staatliche Lizenz, die ihm die Organisation der Ferienlager erlaubt.

## Kritik
Das Lexikon des internationalen Films schreibt: „Überdrehte Teenager-Komödie, die nicht mehr als unterdurchschnittliche, leicht verdummende Unterhaltung produziert.“

## Bemerkungen
In dieser Komödie debütierten Jennifer Aniston und Breckin Meyer neben einigen weiteren schon bekannten Jungschauspielern wie Chad Allen und Josh Saviano sowie Jungdarstellern wie Candace Cameron und Jaleel White, die in den folgenden Jahren vor allem in Jugendrollen im US-Fernsehen in Comedy-Serien bekannt werden sollten. Auch Anistons späterer Co-Star in der Fernsehserie Friends, Matthew Perry, wurde als Darsteller getestet, aber nicht besetzt. Der Film wurde für das Fernsehen produziert.